# Buenaventura Hernández Sanahuja
Buenaventura Hernández Sanahuja (in catalano: Bonaventura Hernández i Sanahuja; Tarragona, 30 maggio 1810 – Tarragona, 9 novembre 1891) è stato un archeologo e storico spagnolo.

## Biografia
Nacque a Tarragona, in Catalogna, il 30 maggio 1810 come primogenito in una famiglia di artigiani; suo padre, Bonaventura Hernández i Serra, gestiva un negozio di passamanerie e veli mentre la madre, Maria Francesca Sanahuja i Gil, proveniva da una famiglia di orafi e pittori. Durante l'assedio francese di Tarragona nel 1811 fuggì insieme alla famiglia prima a Mahón e poi a Barcellona, ritornando a Tarragona solo nel 1821. Qui studiò latino e lettere presso il seminario conciliare ma dovette nuovamente lasciare la città natale in favore di Barcellona, dove nel 1828 frequentò corsi di matematica e chimica.
Tornò stabilmente a Tarragona nel 1830 e si dedicò all'attività del padre (che ereditò poi alla sua morte nel 1854), sposando tre anni dopo Teresa Borràs i Vidal, da cui ebbe almeno sei figli: Carme, Josep Maria, Andreu, Dolors, Antònia e Bonaventura.
Appassionato collezionista di monete ed oggetti antichi, il suo primo contatto con l'archeologia lo ebbe incontrando l'architetto e scultore Vicenç Roig i Besora, direttore dell'Accademia di disegno nonché ideatore e principale promotore del primo abbozzo di museo archeologico della città, entrando a far parte nel 1845 della Società archeologica di Tarragona, costituita l'anno precedente per promuovere la tutela del patrimonio archeologico della città; pur essendo fondamentalmente un autodidatta in questo campo, fu tra i primi ad utilizzare la tecnica stratigrafica nella storiografia spagnola, come testimonia il suo disegno della stratigrafia dell'area della cava del porto di Tarragona. Nel 1850 realizzò un'interessante monografia sul ritrovamento nel sito archeologico di Tarraco di un sarcofago ritenuto appartenere ad una "primitiva civiltà egizia"; tale monografia gli valse l'ingresso alla Real Academia de la Historia come socio corrispondente e la successiva nomina nel 1853 ad ispettore delle antichità della Catalogna e di Valencia nonché membro della Commissione dei monumenti di Tarragona. La provenienza egizia dei vari reperti rinvenuti a Tarragona fu tuttavia confutata successivamente e Hernández si adoperò per distruggere la sua pubblicazione in merito; tale vicenda è considerata tra i più importanti falsi storici dell'archeologia spagnola, sebbene non sia chiaro il livello di coinvolgimento di Hernández.
Si adoperò per il restauro di numerosi monumenti, tra cui l'acquedotto Ferreres e, sebbene il suo interesse fosse legato prevalentemente alla storia romana di Tarragona, si adoperò anche per il restauro di alcuni monumenti medievali, tra cui i monasteri di Poblet e Santes Creus, riguardo cui scrisse diversi rapporti inviati alla Real Academia de Bellas Artes de San Fernando, e si adoperò inoltre per nuove campagne di scavi archeologici nell'area di Tarraco, contribuendo anche alla creazione del Museo archeologico della città, di cui fu a lungo direttore e curatore e al quale lasciò in eredità la propria ricca collezione numismatica oltre che centinaia di reperti archeologici.
In seguito alla rivoluzione del 1868 il Consiglio rivoluzionario di Tarragona lo destituì dalla sua carica ed eliminò la Commissione dei monumenti; tale atto era propedeutico al tentativo di demolizione delle antiche mura di Tarragona, scongiurato dalla successiva indizione di nuove elezioni. Hernández tornò quindi in carica e vi rimase fino al 1873. Fu membro di diverse istituzioni culturali tra cui la Real Academia de Bellas Artes de San Fernando, l'Academia Arqueológica y Geográfica del Príncipe Alfonso, la Reial Acadèmia de Bones Lletres de Barcelona e l'Accademia italiana d'araldica.